# Орлов-Чужбинин, Яков Васильевич
Яков Васильевич Орлов-Чужбинин (при рождении Орлов; 21 марта 1876 — июнь 1940) — русский советский актёр, режиссёр. Заслуженный артист Республики (1927).

## Биография
Участвовал в любительских спектаклях саратовского Общества изящных искусств и Дома народной трезвости.
Профессиональную актёрскую деятельность начал в 1897 году в Товариществе артистов под руководством Н. Н. Савина и В. В. Несмельского в Вологде. С 1898 года играл на сцене Пензенского народного театра. Затем играл в Воронеже, Вильно, Казани, Киеве (Театр «Соловцов»), Нижнем-Новгороде, Одессе, Саратове и других городах. В 1907—1936) годах — актёр провинциальных театров. .
После Октябрьской революции работал в Воронеже. В 1918 году был одним из организаторов и председателем воронежского Союза работников сцены и арены, в Ростове-на-Дону — в театре Политуправления Северо-Кавказского округа — ПУСКВО), саратовских театров, в колхозных театрах Московской области.
С 1937 года играл в театрах Донбасса. В 1937—1940 годах — режиссёр театра г. Шахты.
Обладал прекрасными природными данными (подвижное выразительное лицо, красивый голос, темперамент, обаяние, творческая интуиция).
Умер в июне 1940 года. Прах захоронен в колумбарии на Донском кладбище.

## Избранные театральные роли
- Чацкий («Горе от ума», А. Грибоедова)
- Вово («Плоды просвещения» Толстого),
- Рожнов («Горе-злосчастье» Крылова),
- Жадов («Доходное место», А. Н. Островского)
- Карандышев («Бесприданница» А. Н. Островского)
- князь Мышкин («Идиот» по Ф. Достоевскому),
- Тузенбах («Три сестры Чехова»),
- Тот («Тот, кто получает пощёчины» Л. Андреева),
- Фердинанд и Карл Моор («Разбойники» Ф. Шиллера)
- Кин (о. п. А . Дюма-отца)
- Платон Кречет (Платон Кречет А. Е. Корнейчука)
- Медведев («Слава» Гусева) и др

## Избранные постановки
- «Бесприданница» А. Н. Островского
- «Царь Эдип» Софокла